# 奥塞霍德拉谢拉
奥塞霍德拉谢拉，是西班牙卡斯蒂利亚-莱昂索里亚省的一个市镇。总面积20平方公里，总人口64人（2001年），人口密度3人/平方公里。